# أوامر الفريق

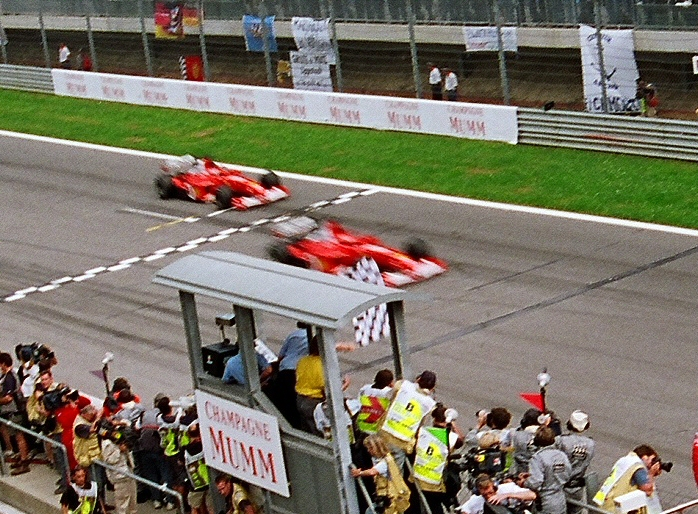
روبنز باركيلو بعد انتقاله إلى فيراري ينفذ أوامر الفريق ويسمح لمايكل شوماخر بالفوز في سباق جائزة النمسا الكبرى 2002 على بعذ أمتار قليلة من خط النهاية.

أوامر الفريق (بالإنجليزية: Team orders)‏ هي التعليمات والأوامر التي توجه لأحد أو بعض أفراد الفريق في بعض الرياضات الجماعية؛ خاصة سباق السيارات، قصد ضمان فوز فرد آخر من الفريق، يكون غالبا النجم الأول أو اللاعب المختص في سباق معين، وأبرز ما يتجلى ذلك في رياضة الفورمولا وان.

## أنواعها
في سباقات السيارات مثلا، أوامر الفريق تتجلى في التعليمات التي تصدر للسائقين ضمن الفريق الواحد للابتعاد عن النسق العادي للتسابق فيما بينهم، يمكن أن يتم ذلك مسبقا باعتماد ترتيب انتقائي بين السائقين داخل الفريق، أو توجيه السائق للسماح لزملائه في الفريق بالتجاوز أو الاحتفاظ بالموقع دون التعرض لخطر الاصطدام.
يتم ذلك بشكل عام عندما يتأخر أحد السائقين في سباق معين، ولكنه يتقدم في الترتيب العام في موسم البطولة. سيطلب الفريق من سائقيه إعادة ترتيب أنفسهم على المسار لإعطاء المزيد من نقاط السباق للسائق الذي يتقدم في الترتيب العام للبطولة، بغض النظر عن نتيجة السباق الجاري.
سبب آخر لأوامر الفريق هو أن يكون العديد من السائقين في وضع متقدم جدًا في سباق ما، ومع التأكد من الفوز يتم إصدار أوامر جماعية لمنع السائقين من التسابق فيما بينهم بغية جعلهم يقودون بحذر لتوفير الوقود وتقليل فرصة حدوث مشاكل ميكانيكية وتجنب الاصطدام.
حدث هذا في مناسبات لا حصر لها في تاريخ رياضة السيارات، وهو الأمر الذي يتسبب في بعض الأحيان في وقوع انقسامات داخل الفريق، أو تتوتر العلاقة بين السائق المحروم والفريق، كما أنها بلا شك تنقص من روح التنافسية وشفافية الفائز.

## في الفورمولا 1

### قديما
كانت أوامر الفريق قانونية ومقبولة تاريخيًا في سباقات السيارات، وتحظى بكثير من التقدير والاعتراف الرياضي وإن استنكرها بعض السائقين. ففي السنوات الأولى من بطولة العالم للفورمولا 1 كان من القانوني حتى أن يتخلى السائق عن سيارته أثناء السباق لقائد الفريق إذا تعطلت سيارته، وهو الأمر الذي قام به السائق الإيطالي لويجي فاجيولي مع قائد فريق ألفا روميو الأرجنتيني خوان مانويل فانجيو في سباق جائزة فرنسا الكبرى 1951.
وفي عام 1955 عندما كان فانجيو يمثل مرسيدس طلب منه السماح لزميله في الفريق ستيرلينغ موس بالفوز بسباق الجائزة الكبرى في موطنه إينتري (Aintree) بإنجلترا، التزم فانجيو رافضا مهاجمة موس في المراحل الأخيرة من السباق، وأنهاه في الصف الثاني بفارق أقل من ثانية عن موس. في الموسم التالي سيستفيد فانجيو من ميزة أوامر الفريق ثلاث مرات في ثلاث سباقات من أصل سبعة خاضها ذلك الموسم، وليتوج ببطولة العالم للفورمولا وان سنة 1956.
شهد موسم 1964 من سباقات الفورمولا وان ختامًا دراميًا في السباق الأخير بجائزة المكسيك الكبرى، كان غراهام هيل يحتل صدارة الترتيب العام وخلفه جون سورتيس بفارق ضئيل، وأثناء السباق قام لورينزو بانديني سائق فيراري بتخلي أسطوري لزميله في الفريق سورتيس أمن له الدخول في الصف الثاني بالسباق وحصد النقاط اللازمة للفوز ببطولة العالم بفارق نقطة واحدة عن هيل.
في سباق جائزة ألمانيا الكبرى 1979 تلقى كلاي ريغاتسوني تعليمات من فريق ويليامز بعدم مهاجمة زميله وقائد الفريق آلان جونز من أجل صدارة السباق، على الرغم من تقدم ريغاتسوني في ترتيب البطولة، وأنهى الموسم في الصف الثاني. لتستمر جونز كسائق رقم واحد في فريق ويليامز حتى سنة 1981 عندما تجاهل كارلوس ريوتيمان أوامر الفريق عمداً في سباق جائزة البرازيل الكبرى 1981 ولم يسمح لجونز بالمرور، أدى ذلك إلى نزاع طويل بين الإثنين طيلة بقية الموسم، وفي نهايته اعتزل جونز وخسر ريوتيمان بطولة العالم بفارق نقطة واحدة عن البطل.
في سنة 1982 في سباق جائزة فرنسا الكبرى أثار رينيه أرنو غضب فريق رينو برفضه إفساح المجال لزميله في الفريق آلان بروست الذي كان في ذلك الوقت متقدمًا في البطولة، ومع ذلك لم يكن لنقاط السباق الثلاث أي تأثير على النتيجة النهائية للموسم، حيث احتل بروست المركز الرابع في البطولة بفارق عشر نقاط عن البطل كيكي روزبرغ.
خلال جائزة جنوب إفريقيا الكبرى 1983 طلب فريق برابام بي إم دبليو من سائقه ريكاردو باتريس التنازل عن الفوز بالسباق لصالح زميله نيلسون بيكيه للفوز بالسباق ليضمن الفوز بالبطولة، إلا أن ذلك لم يكن ضروريا، حيث عمل بياتريس على تجاهل أوامر الفريق، وفاز بالسباق، في حين اكتفى بيكيه بالمركز الثالث، وهو ما كان يكفيه ليفوز بالبطولة. وبعد تسع سنوات سيجد باتريس نفسه في وضع مشابه مع فريقه ويليامز، عندما لوح له زميله نايجل مانسيل خلال سباق جائزة فرنسا الكبرى 1992 قصد فتح المسار له للفوز، وهذه المرة التزم باتريس واكتفى بالمركز الثاني خلف مانسيل.
في جائزة اليابان الكبرى1991 قام أيرتون سينا الذي كان قد حصل بالفعل على لقب البطولة في ذلك العام، بالسماح لزميله غيرهارد بيرغر بالفوز بالسباق، واعترف سينا بعد السباق أنه فعل ذلك كعربون امتنان لزميله بيرغر الذي كان مفيدًا للغاية طيلة الموسم.

### حديثا
في أواخر تسعينيات القرن الماضي بدأت وسائل الإعلام تسلط الضوء على الوجه الوحشي واللاعادل لبعض أشكال ممارسة أوامر الفريق، خاصة في سباقات الفورمولا وان، واستطاعت أن تكشف عن مدى خرق شفافية التنافس الرياضي بين الفرق والسائقين. وأمام تصاعد الجدال واستنكار الرأي العام الرياضي تم حظر أوامر الفريق في الفورمولا 1 ابتداءا من موسم 2011.
من الأمثلة الصارخة للتأثير السلبي لأوامر الفريق على نتائج سباقات الفورمولا وان ما حدث في سباق جائزة أوروبا الكبرى 1997، كان السائق جاك فيلنوف من فريق ويليامز قد ضمن الفوز مسبقا بلقب البطولة، وينافس بشدة للفوز بالسباق لدرجة أنه قام بالاصطدام المثير للجدل مع مايكل شوماخر على مضمار السباق، فطلب مهندس فريق ويليامز من فيلنوف السماح لسيارة ماكلارين بالمرور لأن ذلك يخدم مصالح الفريق على مصالح السائق. وفي نفس العام شهد سباق جائزة اليابان الكبرى 1997 استغلالا أكثر تعقيدًا لأوامر الفريق، حين لجأ إيدي إيرفين سائق فريق فيراري لاستعمال ضوء التوقف للتزود بالوقود حيلة للتقدم على سيارات فريق ويليامز رينو وتعطيلها لصالح زميله في الفريق مايكل شوماخر.
التلاعب بمصير نهاية السباقات صارت لعنة رياضة الفورمولا وان بسبب أوامر فالفريق، ففي سباق جائزة أستراليا الكبرى 1998 تسبب سائقا ماكلارين كل من ديفيد كولتهارد وميكا هاكينن في إحداث ضجة من خلال تغيير موقعها في نهاية السباق تنفيذا لاتفاق سابق بينهما. وفي نفس العام وفي إطار جائزة بلجيكا الكبرى 1998 وبعد اصطدام بين مايكل شوماخر وديفيد كولتارد وجد دامون هيل ورالف شوماخر نفسيهما بشكل غير متوقع في الصدارة، ليتم إصدار أمر لرالف في بعدم تجاوز هيل ، لضمان فوز فريقهما بنقاط السباق.
وفي سباق جائزة ألمانيا الكبرى 1999 كان ميكا سالو يقود سيارة فيراري بدلاً من المصاب مايكل شوماخر، وعندما طُلب منه السماح لزميله إيدي إيرفين بالمرور امتثل سالو، ليتنازل بذلك عن ما كان يمكن أن يكون فوزه الوحيد في الفورمولا 1 بعد خوضه 109 سباقا احترافيا، والأسوء من ذلك أن إيرفين فشل في نهاية الموسم من الفوز بالبطولة التي توج بها ميكا هاكينن.
النموذج الأسوء حتى حينه كان في سباق جائزة النمسا الكبرى 2002، أعطي أمر قبل الوصول لخط النهاية بقليل لروبنز باريكيلو كي يسمح لزميله مايكل شوماخر بالمرور والحصول على الفوز. نال هذا الأمر الكثير من الاستهجان الإعلامي، بل وحتى السائقين كانا غير راضيين عن الموقف، وأثناء مراسيم التتويج رفض شوماخر اعتلاء منصة رقم 1 واكتفى بالوقوف إلى جوار باركيلو في منصة المقعد 2. عوقب الفريق لخرقه بروتوكول التتويج، وفي سباق جائزة الولايات المتحدة الكبرى 2002 عوض شوماخر زميله بأن منحه الفوز بأصغر هامش قياسي بلغ 0.011 ثانية عن خط النهاية.